# Lina Esbrard, Danse serpentine
Lina Esbrard, Danse serpentine és una pel·lícula francesa dirigida per Alice Guy el 1902. Produïda per Société L. Gaumont et compagnie, dura dos minuts.

## Sinopsi
Enregistrament d'una dansa serpentina per una emuladora de Loïe Fuller.

## Anàlisi
Alice Guy ja va gravar el 1897 Danse serpentine par Mme Bob Walter.

## Repartiment
- Lina Esbrard: La dansaire